# ممر شانهاي
ممر شانهاي (بالصينية المبسطة: 山海关؛ بالصينية التقليدية: 山海關؛ بالترجمة الحرفية 'مم', '� ', '�ل', '�', '�', '� ', '�ل', '�', '�لي') هو بوابة محصنة رئيسية في الطرف الشرقي من سور الصين العظيم وأحد أهم تحصيناته، إذ يُشرف على أضيق ممر في ممر لياوكسي الاستراتيجي، وهو سهل ساحلي ممتد عند سفوح جبال يان، وهو الطريق البري الوحيد الذي يسهل عبوره بين شمال وشمال شرق الصين. يقع الممر في مقاطعة شانهايجوان الحالية، تشينهوانغداو، مقاطعة خبي، على الضفة الشرقية لنهر شي، وتمتد أسواره الدفاعية من جبال يان إلى شواطئ خليج لياودونغ.

على مدار التاريخ الصيني، كانت الحاميات حول الممر بمثابة مواقع دفاعية أمامية ضد الغارات والتوغلات في سهل شمال الصين التي شنتها مجموعات عرقية غير صينية مختلفة من الشمال الشرقي (المعروفة أيضًا باسم منشوريا منذ القرن التاسع عشر)، بما في ذلك دونغي، ودونغهو (شيانبي وووهوان)، والخيتان، والجورشن (المانشو). بُني ممر شانهاي الحالي في أوائل عهد أسرة مينغ باعتباره التحصين الشرقي الأقصى لسور مينغ العظيم، وعُزّز على نطاق واسع بعد أن نقل الإمبراطور يونغلي العاصمة من نانجينغ إلى بكين بعد حملة جينغنان، مما جعله أهم حاجز دفاعي في الصين بأكملها، إذ حمى منطقة قلب البلاد المحيطة بالعاصمة الإمبراطورية. فرض الموقع الاستراتيجي للممر أنه دون حصار مباشر مكلف، فإن الطريقة الوحيدة لجيش غازٍ لتجاوز دفاعات الممر هي الالتفاف عليه عبر بعض من الممرات الجبلية الضيقة والغادرة داخل جبال يان، مما يجعل الحفاظ على خطوط الإمداد وبالتالي أي غزوات كبيرة أمرًا بالغ الصعوبة. ولهذا السبب اكتسب الممر هذا الأهمية الدفاعية، واكتسب لقب "الممر الأول تحت السماء" (天下第一关). 

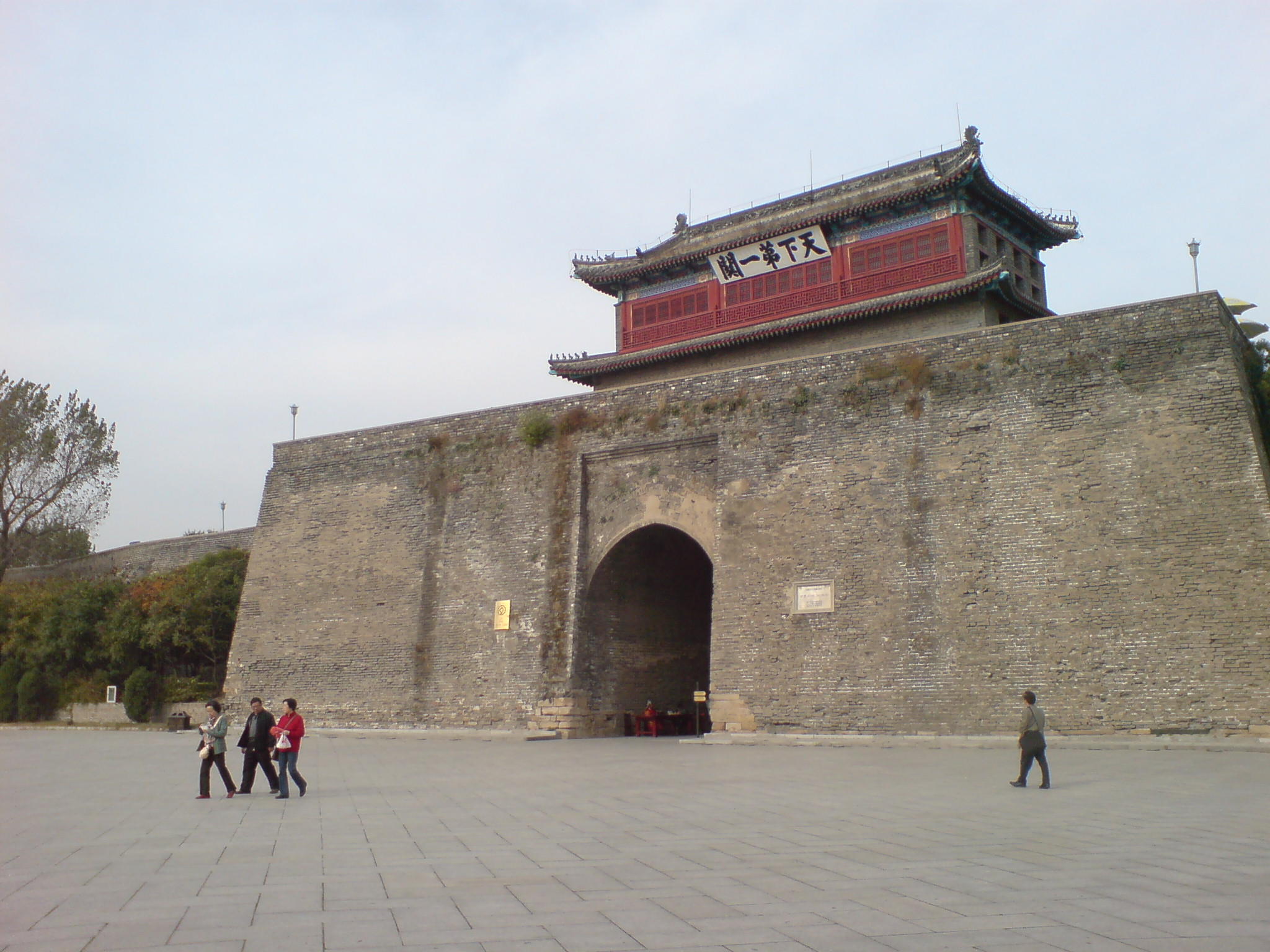
لوحة "الممر الأول تحت السماء" على البوابة الرئيسية لشانهايجوان

يُعد الممر وجهة سياحية شهيرة في الوقت الحاضر، وخاصةً الموقع الذي يلتقي فيه نهاية سور الصين العظيم ببحر بوهاي، الملقب بـ "رأس التنين القديم" (老龙头). في عام 1961، اختير الممر كموقع تاريخي وثقافي رئيسي محمي على المستوى الوطني من قبل مجلس الدولة الصيني، وأدرجته اليونسكو كموقع للتراث العالمي كجزء من سور الصين العظيم في عام 1987. يقع موقع بوابة الممر التراثي على بعد حوالي 300 كيلومتر (190 ميلًا) شرق بكين ويرتبط عبر طريق جينغشين السريع الذي يمتد باتجاه الشمال الشرقي إلى شنيانغ. تقع محطة سكة حديد شانهايجوان، وهي محطة رئيسية على خط سكة حديد بكين-هاربين، جنوب الموقع القديم لجدار الباربيكان للبوابة الرئيسية للممر مباشرةً.

## تاريخ
يقع هذا الممر جنوب جبل يان ، وشمال بحر بوهاي ، وكان لعدة قرون يحرس الممر الضيق بين شمال شرق ووسط شرق الصين. وقد شيدت هنا سلالات تشي الشمالية وسوي وتانغ . كان اسم الموقع يوجوان في عهد أسرة تانغ ، وبحلول عام 785، تم إنشاء حامية هناك. تم إنشاء ثماني حاميات أخرى من يوجوان إلى جيننيوكو. خلال فترة أسرة تانغ الأخيرة وفترة الأسرات الخمس ، كانت المنطقة تحت سيطرة حكام مستقلين. لم يتبق أي حاميات (باستثناء يوجوان) بحلول فترة الأسر الخمس. كانت المنطقة والممرات آنذاك تحت سيطرة أسرة لياو . أسس لياو مقاطعة تشيانمين شرق يوجوان في شانهايجوان الحالية. تم بناء الحاميات في المنطقة في عهد أسرتي جين ويوان .  في عام 1381، أمر الجنرال مينغ شو دا وجنوده بإصلاح ممرات يونغ بينغ (永平) وجيلينغ (界岭) القديمة. ومن هنا، قاموا ببناء الممر الحالي، والذي أطلق عليه اسم شانهايجوان (يعني حرفيًا "ممر الجبل والبحر") بسبب موقعه بين الجبال والبحر. في أواخر القرن السادس عشر، بدأ الجنرال مينغ تشي جيغوانغ في تحصين وبناء مدينة عسكرية حول الممر، وبناء المدن والحصون إلى الشرق والجنوب والشمال، مما جعله أحد أكثر الممرات تحصينًا في الصين.
خلال عهد الإمبراطور تشيان لونغ في عهد أسرة تشينغ، أصبح ممر شانهاي مقر مقاطعة لينيو (临榆县城) تحت سلطة قصر يونغ بينغ (永平府). في أواخر عهد أسرة تشينغ، بنيت العديد من الحصون لتعزيز الدفاع الساحلي. خلال فترة جمهورية الصين، كان الممر تحت سيطرة زمرة فنغتيان التابعة لتشانغ زولين، وحكومة تشيانغ كاي شيك القومية، والجيش الإمبراطوري الياباني، ومنطقة جيريلياو العسكرية (冀热辽军区). استولى عليه جيش الشمال الشرقي الشيوعي الميداني في 27 نوفمبر 1948. بعد تأسيس جمهورية الصين الشعبية، كان ممر شانهاي في البداية تحت سلطة مقاطعة لياوكسي، ثم تحت سلطة مقاطعة خبي.
يعد ممر شانهاي أحد أفضل الممرات المحفوظة في سور الصين العظيم. 

### التاريخ اللاحق

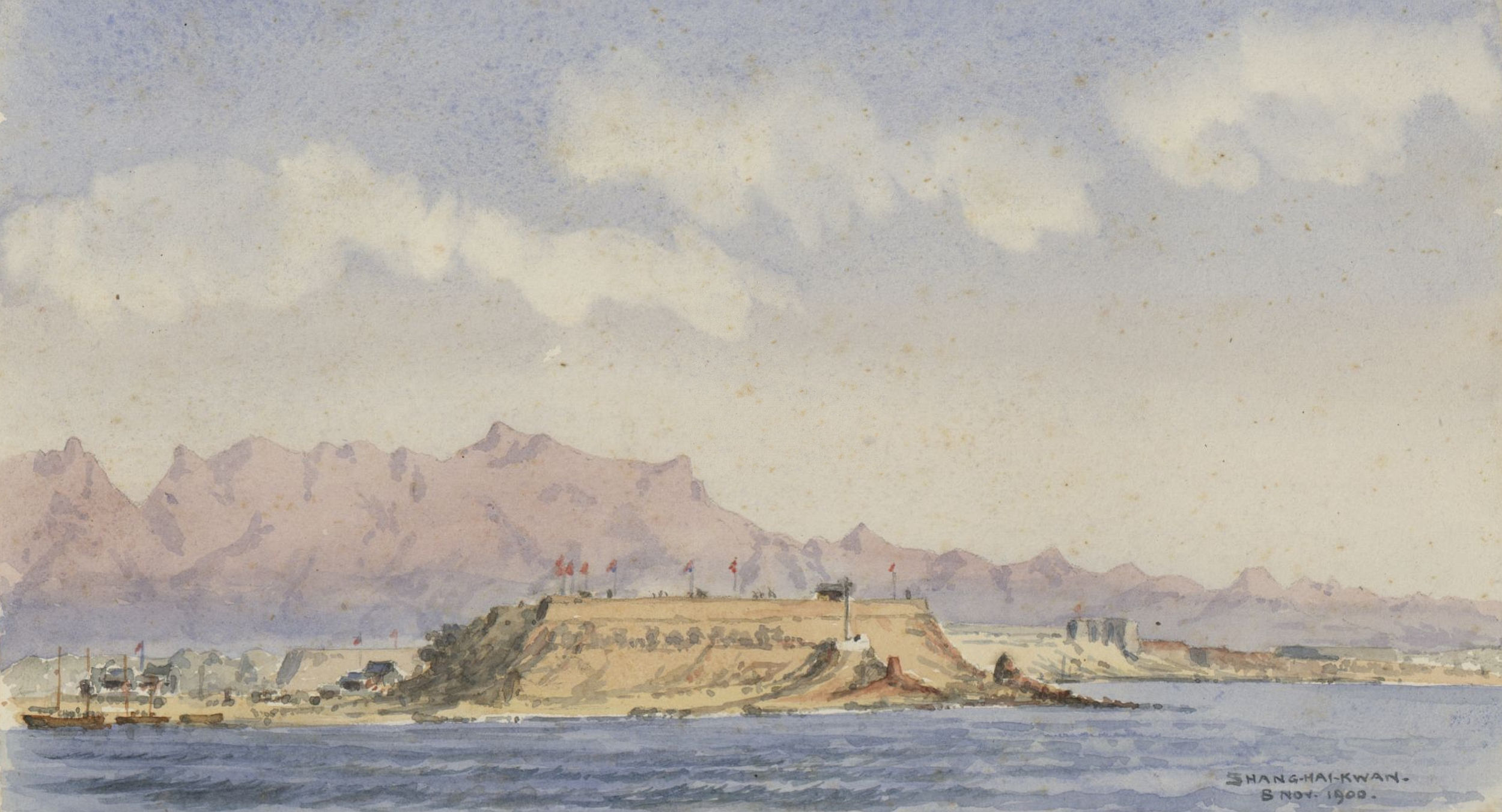
شانهايجوان، رسمها مسافر عابر في عام 1900

خلال عهد تشينغ، كان ممر شانهاي، الواقع بين شنيانغ وبكين، يُعرف باسم "مفتاح العواصم". خلال العصر الجمهوري، وكذلك خلال تحالف الدول الثماني والحرب العالمية الثانية، شهد الممر العديد من الصراعات.

وقد ذكرت الموسوعة البريطانية لعام 1911:
شانهاي-كوان، مدينة حامية في أقصى شرق مقاطعة تشيه-لي، الصين. يبلغ عدد سكانها حوالي 30,000 نسمة. تقع عند نقطة انحدار سلسلة التلال التي تحمل سور الصين العظيم إلى البحر، تاركةً ممرًا محدود الامتداد بين الصين ومنشوريا. لذا، فهي محطة عسكرية مهمة، وطريق التجارة الرئيسي بين منشوريا وسهل الصين العظيم. يمر عبر الممر خط السكة الحديدية الشمالي الإمبراطوري من تيانجين وتاكو، على بُعد 174 مترًا من الأولى، ويمتد على طول ساحل خليج لياو-تونغ حتى ميناء نيو-تشوانغ، حيث يتصل بالسكك الحديدية المؤدية من بورت آرثر إلى خط سيبيريا الرئيسي. شكّل الممر الحد الجنوبي لمجال النفوذ الروسي كما هو محدد في الاتفاقية بين بريطانيا العظمى وروسيا في 28 أبريل 1899.

في يوليو في عام 1900، نزل 15 ألف جندي من الجيش الإمبراطوري الياباني في ممر شانهاي ضمن تحالف الدول الثماني، قبل الزحف نحو بكين لتخفيف حصار الملاكمين للمفوضيات الدولية. لم يكن قصف المنطقة قبل الإنزال ضروريًا نظرًا لقلة القوات الصينية. تعرضت العلاقات بين الحلفاء لضربة قوية عندما وقع شجار بين القوات اليابانية والفرنسية في ممر شانهاي. قُتل في القتال ثلاثة جنود فرنسيين وسبعة جنود يابانيين، كما جُرح خمسة فرنسيين و12 يابانيًا. 
في نوفمبر 1945، حاول جيش التحرير الشعبي الشمالي الشرقي السيطرة على شانهايجوان ضد قوات الكومينتانغ التي هاجمت من الجنوب. لقد سعوا إلى إبقاء حكومة تشيانج كاي شيك القومية خارج منشوريا. كانت قوات جيش التحرير الشعبي التي يبلغ عددها 10 آلاف جندي غير مجهزة بشكل جيد وعددها قليل جدًا للدفاع عن الموقع، فتراجعت إلى سي بينغ. وفي وقت لاحق، بعد أن بدأ الحزب الشيوعي في اكتساب اليد العليا في الحرب الأهلية الصينية، أصبحت المدينة وجهة للاجئين الفارين من حملة لياوشن. 

### معركة ممر شانهاي
في عام 1644، قاد لي زيتشنغ جيشًا متمردًا إلى عاصمة سلالة مينغ بكين، إيذانًا بنهاية سلالة مينغ. بعد احتلال العاصمة، حاول لي الحصول على دعم الجنرال المينغي وو سانجوي، قائد حامية نينغ يوان القوية شمال سور الصين العظيم. وبدلاً من الخضوع لسلالة شون الجديدة التي أسسها لي، اتصل وو بسلالة مانشو تشينغ، مقترحًا عليهم توحيد قواتهم لطرد المتمردين من العاصمة. سار دورجون، الوصي على عرش تشينغ، بجيشه إلى ممر شانهاي لاستلام استسلام وو. معًا، هزم وو والمانشو جيش لي زيتشنغ بالقرب من الممر، واضطر لي إلى التخلي عن العاصمة. مكّن انتصار تشينغ جيشهم من دخول بكين دون معارضة، وجعلهم القوة المهيمنة في الصين.

## مناخ
المناخ قاري حار صيفي رطب مع نمط الرياح الموسمية (دوا). متوسط درجة الحرارة السنوي هو 11.2 °م (52.2 °ف) مع متوسط درجة حرارة يومية دنيا تبلغ 5.7 °م (42.3 °ف) ومتوسط درجة الحرارة العظمى اليومية 16.8 °م (62.2 °ف) . يبلغ متوسط هطول الأمطار السنوي 613.2 مليمتر (24.14 بوصة) .

## بناء

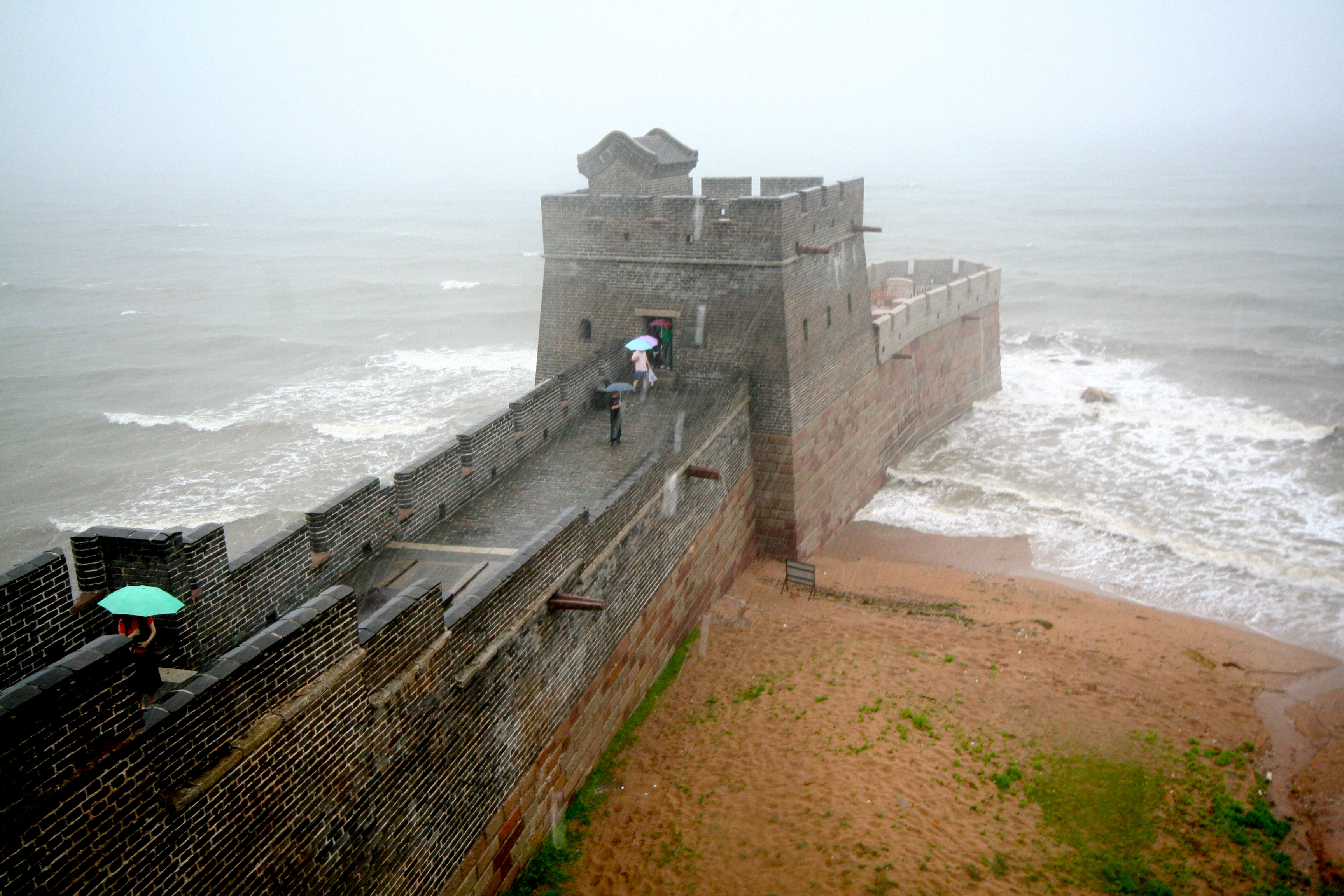
ممر شانهاي هو المكان الذي يلتقي فيه سور الصين العظيم بالمحيط (في بحر بوهاي).

بُني ممر شانهاي على شكل مربع، يبلغ محيطه حوالي أربعة كيلومترات (2.5 ميل). يصل ارتفاع أسواره إلى 14 مترًا (46 قدمًا)، وسمكها سبعة أمتار (23 قدمًا). تُحيط به من الجهات الشرقية والجنوبية والشمالية خندق عميق وواسع مع جسور متحركة فوقه. وفي منتصف الممر يقف برج جرس طويل.
كانت جميع جوانب ممر شانهاي الأربعة تمتلك بوابة (門)، مع بوابة زيندونج (鎮東門) في الجدار الشرقي، وبوابة ينغين (迎恩門) في الغرب، وبوابة وانجيانج (望洋門) في الجنوب، وبوابة وييوان (威遠門) في الشمال. وبسبب نقص الإصلاحات على مر القرون، لم يبقَ اليوم سوى بوابة زيندونج. كانت هذه البوابة الأكثر أهمية بسبب موقعها، الذي يواجه الممر الخارجي باتجاه بكين.

## نقل
محطة سكة حديد شانهايجوان على خط سكة حديد بكين-هاربين وخط سكة حديد تيانجيان-شانهايجوان هي أقرب محطة سكة حديد إلى ممر شانهايجوان.

## فهرس
- Wakeman، Frederic (1985)، The Great Enterprise: The Manchu Reconstruction of Imperial Order in Seventeenth-century China، Berkeley: دار نشر جامعة كاليفورنيا، ISBN:0520048040